# Eisenbahnbrücke (Basel)
Die Eisenbahnbrücke mit Fussweg überspannt in der Schweizer Stadt Basel den Rhein.
Sie ist das Herzstück der Basler Verbindungsbahn, welche den Badischen Bahnhof auf der rechten Rheinseite mit dem Schweizerischen Bundesbahnhof und dem Streckennetz der SBB auf der linken Rheinseite verbindet. Über diese Brücke rollt ein Grossteil des Personen- und Güterverkehrs zwischen den Nachbarländern, damit ist dieser Abschnitt Teil einer der wichtigsten Eisenbahnstrecken der Schweiz.
Unmittelbar westlich wurde zwischen 1970 und 1973 die Schwarzwaldbrücke der Autobahn A2 gebaut.

## Erste Eisenbahnbrücke
Zuerst war 1860 vorgesehen, die Gleise der Verbindungsbahn zusammen mit einer Strasse als Harzgrabenbrücke über den Rhein zu führen. Diese Mehrzweckbrücke scheiterte aber an den übermässigen Kosten und den enormen Schwierigkeiten in der Bewältigung der sich ergebenden Steigungen und Kurven. 

Erste Brücke der Verbindungsbahn in der Zeit während des Ersten Weltkriegs

Nach der Gründung der Basler Verbindungsbahn im Jahr 1869 einigte man sich auf den Bau einer eingleisigen Fachwerk-Balkenbrücke samt Fussgängersteg unterhalb der Birsmündung. Die Unternehmen Lauterburg & Thormann (Pfeiler und Widerlager) und Schneider & Cie. in Le Creusot (Eisenkonstruktion) nahmen 1870 die Arbeiten auf. Die Pfeiler wurden auf doppelte Breite ausgelegt, um später eine zweite Balkenbrücke für den Doppelspurausbau der Bahnlinie aufzunehmen. Im November 1873 konnte die Brücke dem Verkehr übergeben werden. Die auf drei Pfeilern ruhende 216,30 Meter lange Brücke musste 1896 und 1924 infolge Verwendung schwerer Lokomotiven und Züge verstärkt werden. Auch wurde es ab 1913 immer dringender, den Übergang auf Doppelspur auszubauen. Der Ausbruch des Zweiten Weltkrieges verhinderte die Inangriffnahme der Verbreiterung.
Am 25. Juni 1957 entschieden sich die SBB zum Neubau der Eisenbahnbrücke unter der Verwendung der alten Pfeiler. 1962 wurde die neue doppelgleisige Stahlbrücke, die einen Kastenquerschnitt aufweist, mit dem rheinabwärts angehängten Fussweg dem Verkehr übergeben. Die Stützweiten betragen 48,24 Meter bei den beiden Endfeldern und 59,42 Meter bei den beiden mittleren Öffnungen.

## Zweite Eisenbahnbrücke
Für den stark angewachsenen Nord-Süd-Verkehr wurde es notwendig, eine zweite Eisenbahnbrücke über den Rhein zu schlagen. Die Rede war seit Anfang der 1990er Jahre von einem weiter östlich gelegenen Bauwerk, als «Bypass um das infarktgefährdete Basel». Letztlich wurde jedoch ein Konstrukt unmittelbar neben der bestehenden Brücke beschlossen, um die Verbindung auf vier Spuren ausbauen zu können. Dies begann am 26. November 2009 und sollte im Dezember 2012 beendet sein. Bereits am 22. Oktober 2012 war Einweihung. Die zweite Rheinbrücke ist eine dreifeldrige, rund 240 Meter lange Spannbetonkonstruktion. Die Stützweite beträgt 59,7 Meter bei den beiden Endfeldern und 117,2 Meter bei der mittleren Öffnung. Die neue Brücke besitzt einen barrierefreien Fussweg. 
Im Anschluss an den Bau wird die bestehende Brücke bis 2018 saniert. Einschliesslich der Streckenanschlüsse werden die Baukosten auf 57 Millionen Franken veranschlagt. Die Finanzierung des Projekts wird durch Art. 23 der Leistungsvereinbarung zwischen der Schweizerischen Eidgenossenschaft und der Aktiengesellschaft Schweizerische Bundesbahnen (SBB) für die Jahre 2007 bis 2010 sichergestellt.